# Eli (colonie israélienne)
Eli (en hébreu : עֵלִי) est une colonie israélienne illégale au regard du droit international, en Cisjordanie, territoire palestinien occupé. Elle est située entre les villes palestiniennes de Ramallah et de Naplouse, sur l'autoroute 60. Elle est construite sur des terres palestiniennes confisquées du village palestinien de Qaryut.
Eli est organisée en tant que communauté, située sur la route 60 et dans le secteur le plus au nord du conseil régional de Mateh Binyamin. Eli est aujourd'hui la plus grande des colonies de cette région. Elle abrite l'académie militaire et religieuse Bnei David.

## Histoire

### Confiscation de terres palestiniennes
La création de Eli a été rendue possible par la confiscation préalable de terres palestiniennes, qui a lieu en 1978 et en 1983, « par ordre militaire ». Eli est établi notamment sur des terres qui appartiennent au village de Qaryut.
Les habitants israéliens de Eli puisent l'eau de sources de Qaryut ; cette situation contraint les habitants palestiniens de Qaryut à payer l'eau dont ils ont besoin, et à se la procurer auprès de Mekorot, compagnie nationale des eaux israélienne.
Du fait de la fondation de Eli, les villageois Qaryut ont perdu l'accès à leurs terres agricoles, puis à la route qui va de Naplouse à Ramallah.
Eli contribue à l'encerclement et à l'enclavement du village de Qaryut, avec les colonies voisines de Shvut Rachel (en) et de Silo (en). « Ces trois colonies, ainsi que plusieurs avant-postes construits plus récemment, ont confisqué plus de 14 000 dunams de terres du village ».

### Fondation de la colonie
Eli a été fondée le 11 septembre 1984, lorsque trois familles ont emménagé dans des bâtiments récemment construits. Elle a été la première colonie à être tentée sans la présence préalable d'un groupe central de familles. Plusieurs familles d'Ofra, Kokhav HaShahar et Shilo ont été persuadées de venir pour au moins un an, le temps de trouver davantage de familles[réf. nécessaire]. À l'origine, la colonie s'appelait 'Givat Levona' d'après la colonie adjacente de Ma'ale Levona. Le nom de la colonie fait référence à Eli, le grand prêtre associé au Tabernacle de Silo, supposé être situé à proximité (Tel Shilo).[réf. nécessaire]
Au fil des ans, la ville s'est développée pour devenir le centre municipal du bloc d'implantations de la région de Silo.
En 2013, l'Administration civile israélienne a publié un plan directeur (n° 237) qui, s'il était approuvé, légitimerait des centaines de constructions à Eli et incorporerait trois avant-postes d'Eli. Le plan couvre 1 000 acres (404,69 ha), mais Israël devrait autoriser l'expansion d'autres avant-postes pour englober 6 000 acres (2 428,11 ha).[réf. nécessaire]

### Violences
Le 20 juin 2023, deux palestiniens ont assassiné quatre citoyens israéliens dans un restaurant de la station-service adjacente à Eli, dont deux résidents de la colonie.
Le 29 février 2024, une autre attaque a eu lieu au même endroit où deux Israéliens ont été assassinés.

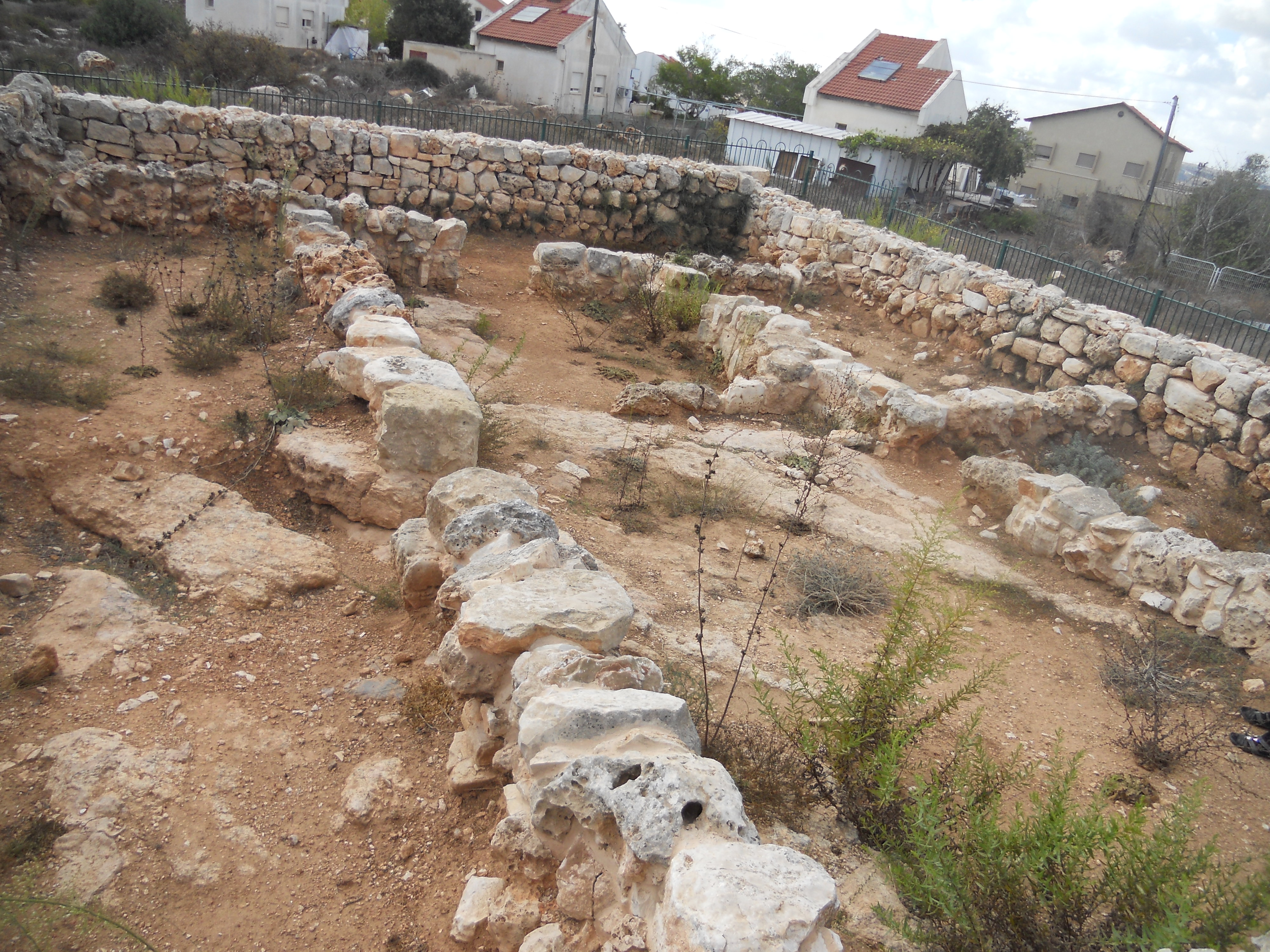
Site archéologique à Eli

En août 2024, la ville palestinienne voisine de Jit a subi une attaque de colons israéliens. Des témoins oculaires locaux à Jit ont déclaré que les assaillants, qui ont tué un Palestinien, venaient de la colonie d'Eli.

## Académie militaire et religieuse Bnei David

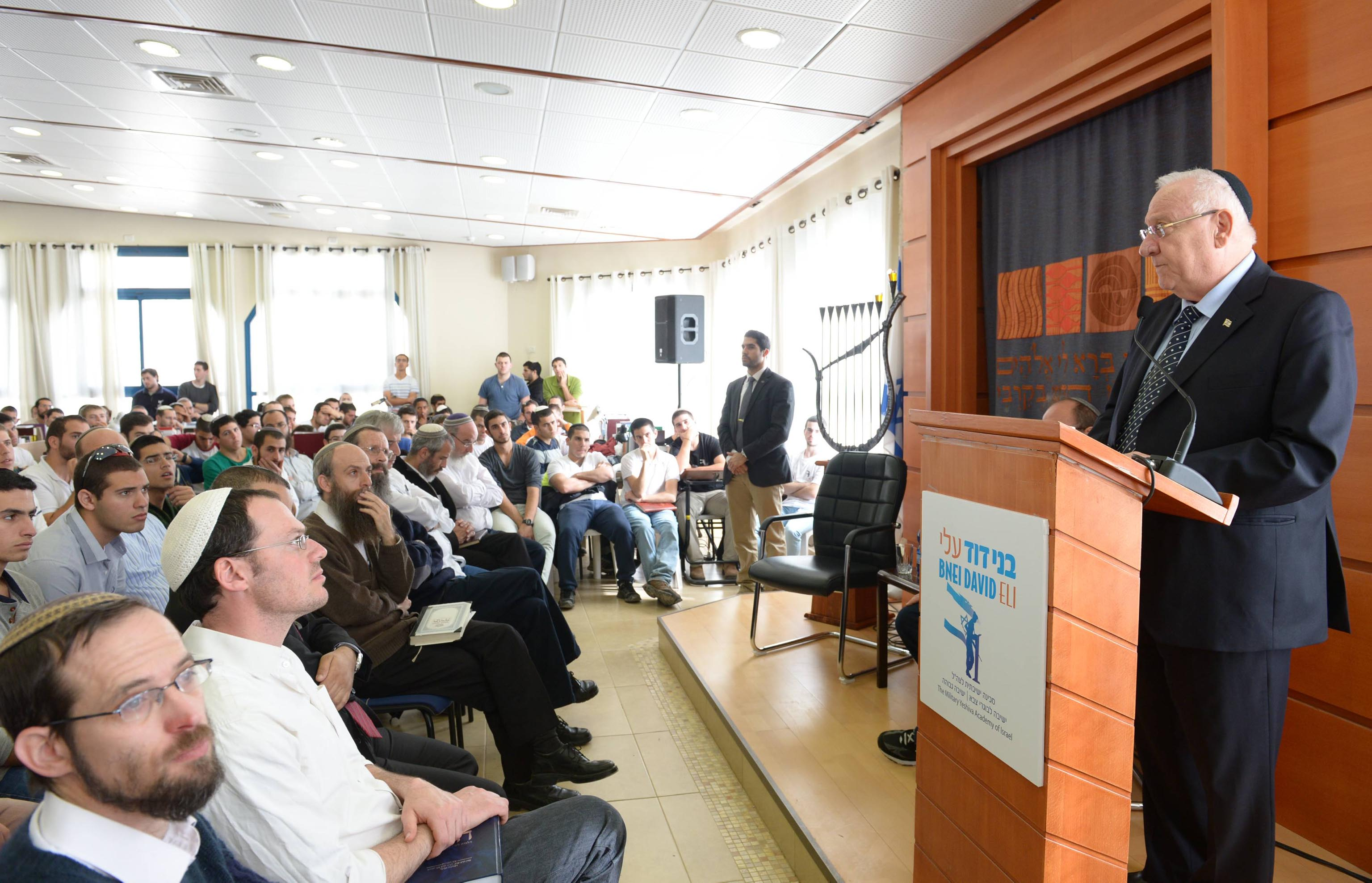
Le président d'Israël Reuven Rivlin dans à la yeshiva hesder Bnei David.

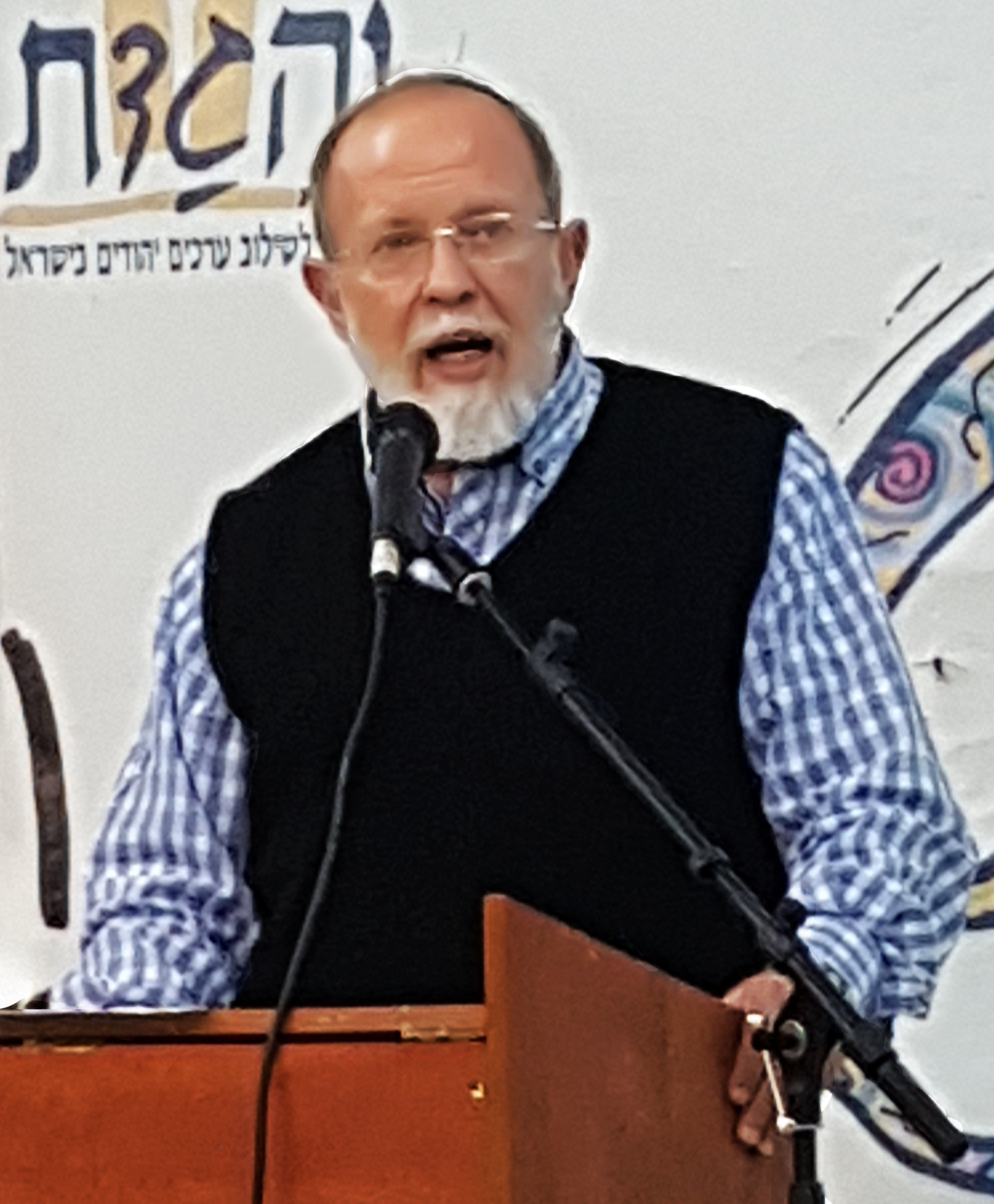
Le rabbin Eli Sadan, cofondateur de l'académie Bnei David

Eli abrite l'académie militaire et religieuse Bnei David, qui répond aux attentes des sionistes religieux réticents à l'idée de s'engager dans l'armée israélienne, parce qu'ils seraient amenés à y côtoyer des laïcs. L'académie tient les homosexuels pour « des malades et des pervers » et refuse la participation des femmes à l'armée.
Fondée en 1988 par les rabbins Eli Sadan et Yig'al Levinstein, Bnei David est la première académie militaire orthodoxe Mechina. Ce type d'académies, souvent édifiées dans des colonies en Cisjordanie, a entraîné une « théocratisation de l'armée» selon le sociologue Yagil Levy interrogé par le Los Angeles Times.
L'éducation dispensée par Bnei David, comme d'autres académies du même genre, diffuse une idéologie suprémaciste juive particulièrement agressive à l'égard des Arabes et des musulmans,. En 2019 le directeur de l'académie, le rabbin Eliezer Kashtiel, déclare que « les Arabes veulent vivre sous occupation parce qu'ils ont un problème génétique, ils ne savent pas comment gérer un pays, ils ne savent rien faire » et que « nous croyons au racisme » (sur Channel 13 News),. Le rabbin Giora Redel de la même académie déclare pour sa part qu'Adolf Hitler avait « raison dans son idéologie » et qu'il « a 100% raison, sauf qu'il est du mauvais côté », car, selon ce rabbin, Adolf Hitler aurait dû ordonner l'anéantissement des musulmans et non pas des juifs. Sylvain Cypel souligne le fait que ces rabbins n'ont jamais été inquiétés pour de tels propos ; une proportion de plus en plus importante de militaires israéliens adhèrent au camp messianique, qui soutient des positions comparables. En mars 2024 le cofondateur de l'académie, le rabbin Eli Sadan, s'exprime contre le maintien des Palestiniens dans la bande de Gaza après la fin de la guerre.
De nombreux diplômés de cette académie ont atteint des rangs élevés au sein des Forces de défense israéliennes (IDF). L'académie fait partie intégrante d'Eli, avec un nombre significatif de rabbins, d'administrateurs, de diplômés et d'étudiants résidant à Eli. Bnei David compte plus de 500 étudiants, avec plus de 2 500 diplômés. Plus de 40 % de ces diplômés sont devenus officiers, la majorité servant dans des unités de combat ou d'élite.

## Orientation politique
La colonie est décrite comme une des circonscriptions votant le plus à droite et à l’extrême-droite d’Israël en 2019.